# Dżuma w Breslau
Dżuma w Breslau – powieść kryminalna polskiego pisarza Marka Krajewskiego, piąta część przygód radcy kryminalnego Eberharda Mocka. Jej akcja toczy się w latach 1923–1924 oraz 15 maja 1913 r. w tytułowym Breslau (Wrocławiu). Autor, jak sam pisze na ostatniej stronie, ukończył swoją powieść w piątek 18 maja 2007 roku, o godzinie 15:37, pierwsze wydanie książki ukazało się również w 2007 roku.

## Treść
W Dżumie w Breslau Mock, będący wtedy jeszcze nadwachmistrzem policji, zajmuje się sprawą śmierci dwóch prostytutek – Emmy Hader i Klary Menzel, których straszliwie okaleczone ciała znaleziono w mieszkaniu emerytowanego radcy kolejowego Paula Scholza. Niepełnosprawny Scholz został obezwładniony, uśpiony i związany przez tajemniczego napastnika, który następnie ściągnął do mieszkania dwie kobiety. Udusił je paskiem, po czym wyrwał im przednie zęby.
Mock usiłuje rozwiązać sprawę. Aresztuje i przesłuchuje wszystkich okolicznych alfonsów. W końcu udaje mu się odkryć tożsamość zamordowanych. Wkrótce później zostaje aresztowany. Okazuje się, że jest podejrzany o zabicie kobiet. Na pasku, którym zostały uduszone, widnieją bowiem jego odciski palców... Swój znaczny udział w zawikłaniu fabuły ma również radca kryminalny Heinrich Mühlhaus oraz jego śledztwo w sprawie tajnego stowarzyszenia mizantropów.